# نبرد قلعه ایتر
نبرد قلعه ایتر نبردی است که در ۵ مه ۱۹۴۵ در قلعه‌ای به همین نام در تیرول اتریش اتفاق افتاد. این نبرد در آخرین روزهای نبرد در جبهه اروپا با پیروزی متفقین خاتمه یافت.

## پیش زمینه
قلعه ایتر قلعه‌ای کوچک بر بالای تپه‌ای در نزدیکی روستای ایتر بود که از سال ۱۹۴۳ توسط رایش سوم به نگهداری نگاهبانان با ارزش فرانسوی اختصاص داده شد. دو نخست‌وزیر سابق فرانسه، ادوار دالادیه و پاول رینو، ستاره تنیس فرانسوی جین بوروترا، چند تن از فرماندهان سابق ارتش فرانسه، خواهر بزرگ‌تر شارل دوگل و بعضی دیگر از شخصیت‌های مهم فرانسوی از زندانیان این قلعه بودند. علاوه بر این تعدادی از زندانیان داخائو برای انجام کارها به این قلعه فرستاده شده بودند.

## نبرد
در مه ۱۹۴۵ نگهبانان زندان از آنجا فرار کردند اما زندانیان در آن باقی ماندند چرا که واحدهای گشتی اس‌اس در اطراف قلعه وجود داشتند و خروج را غیرممکن می‌کردند. زندانیان کنترل قلعه را به عهده گرفتند و خود را با سلاح‌های باقی‌مانده مسلح کردند. آن‌ها یک افسر اس‌اس را که برای بهبود جراحات‌اش به قلعه آمده بود و در این دوره رفتار دوستانه‌ای داشت را به فرماندهی دفاع از قلعه برگزیدند و آشپز خود را با دوچرخه برای برقراری ارتباط و به امید دریافت کمک از نیروهای مقاومت اتریش به بیرون قلعه فرستادند. او توانست در شهر ورگل که به تازگی توسط ارتش آلمان تخلیه شده بود با نیروهای مقاومت اتریش و سرگرد ژوزف گانگل که فرماندهی باقی‌مانده نیروهای ورماخت را بر عهده داشت ارتباط برقرار کند. ژوزف گانگل که به جای عقب‌نشینی به نیروهای مقاومت پیوسته و فرماندهی آن را به عهده گرفته بود نیروهای خود را برای محافظت از شهر نیاز داشت. او تصمیم گرفت خود را به نیروهای آمریکایی برساند و از آن‌ها کمک بخواهد. در هشت مایلی شمال قلعه گانگل با چهار دستگاه تانک شرمن آمریکایی که به فرماندهی سروان جک لی مشغول شناسایی بودند برخورد کرد و از آن‌ها تقاضا کمک کرد. لی بی‌درنگ و پس از دریافت اجازه از مرکز فرماندهی به سمت قلعه حرکت کرد.
بعد از شناسایی قلعه توسط گانگل، او و سروان لی به همراه ۱۴ سرباز آمریکایی، ۱۰ توپچی سابق ورماخت، راننده گانگل و یک تانک پس از نابودی ایست بازرسی نیروهای اس‌اس به قلعه رسیدند. آن‌ها نیروهای خود را در اطراف قلعه پراکنده کردند و تانک را در ورودی اصلی قرار دادند. زندانیان فرانسوی نیز علی‌رغم درخواست لی برای پنهان شدن تصمیم گرفتند تا در کنار قوای آمریکایی و سربازان ورماخت به مبارزه با مهاجمین اس‌اس بپردازند.
در روز ۵ مه ۱۹۴۵ نیروهای اس‌اس با استعداد ۱۰۰ تا ۱۵۰ نفر برای انتقام‌گیری و کشتن اسرا فرانسوی حمله به قلعه را آغاز کردند. پیش از شروع تهاجم اصلی نیروهای اس‌اس، گانگل توانست با تلفن از نیروهای مقاومت تقاضای کمک کند اما تنها دو سرباز آلمانی و یک جوان عضو مقاومت اتریش خود را به قلعه رساندند. به شهادت شاهدین نبرد بسیار سنگین بود و در میانه نبرد تانک آمریکایی توسط آتش توپ فلاک ۸۸ از بین رفت.
سرانجام در اوایل بعد از ظهر هنگ ۱۴۲ام از تهاجم باخبر شد و نیروهای کمکی را برای مدافعین قلعه ارسال کرد. در ساعت ۴ بعد از ظهر نیروهای آمریکایی به قلعه رسیدند و تهاجم نیروهای اس‌اس را با شکست مواجه کردند.

## نتایج
طی این نبرد ۱۰۰ نفر از قوای اس‌اس اسیر شدند. گانگل نیز هنگامی که سعی داشت نخست‌وزیر سابق فرانسه پاول رینو را از خطر دور کند توسط گلوله تک تیرانداز آلمانی کشته و در نزدیکی شهر ورگل دفن شد. او امروزه در اتریش به عنوان قهرمان ملی شناخته می‌شود و یکی از خیابان‌های ورگل به نام اوست. لی نیز به خاطر دفاع از قلعه به دریافت مدال نائل آمد. این نبرد که دو روز پیش از امضا قرارداد تسلیم بی قید و شرط آلمان رخ داد. یکی از عجیب‌ترین نبردها در تاریخ جنگ است که سربازان آلمانی و آمریکایی دوشادوش یکدیگر در آن جنگیدند.